# Membres du 24e Seanad

Cette liste présente les membres du 24e Seanad Éireann, la chambre haute de l'Oireachtas (le parlement irlandais). 49 sénateurs sont élus le 27 avril 2011 à la clôture du vote par correspondance. Le Taoiseach nomme 11 membres supplémentaires le 20 mai 2011. Les élections au Seanad ont lieu 60 jours après les élections générales de 2011. La première réunion du 24e Seanad a lieu à Leinster House le 25 mai 2011. Paddy Burke est élu comme nouveau Cathaoirleach du Seanad.

## Composition du24eSeanad
Il y a un total de 60 sièges au Seanad, 43 sont élus par les panels professionnels, 6 par les universités et 11 nommés par le Taoiseach.
| OrigineParti | OrigineParti   | Panel de l'administration | Panel de l'agriculture | Panel de la culture et de l'éducation | Panel de l'industrie et du commerce | Panel du travail | Université nationale d'Irlande | Trinity College | Nommés | Total | Total |
| ------------ | -------------- | ------------------------- | ---------------------- | ------------------------------------- | ----------------------------------- | ---------------- | ------------------------------ | --------------- | ------ | ----- | ----- |
|              | Fine Gael      | 3                         | 4                      | 2                                     | 4                                   | 5                | 0                              | 0               | 1      | 19    |       |
|              | Fianna Fáil    | 2                         | 4                      | 2                                     | 3                                   | 3                | 0                              | 0               | 0      | 14    |       |
|              | Labour Party   | 2                         | 2                      | 1                                     | 1                                   | 2                | 0                              | 1               | 3      | 12    |       |
|              | Sinn Féin      | 0                         | 1                      | 0                                     | 1                                   | 1                | 0                              | 0               | 0      | 3     |       |
|              | Sans étiquette | 0                         | 0                      | 0                                     | 0                                   | 0                | 3                              | 2               | 7      | 12    |       |
| Total        | Total          | 7                         | 11                     | 5                                     | 9                                   | 11               | 3                              | 3               | 11     | 60    |       |

## Liste des sénateurs
- Note : Les noms des sénateurs élus ou nommés pour pourvoir des postes vacants sont en italiques.

| Nom                    | Panel                                 | Parti politique | Parti politique    | Notes                                                                                                |
| ---------------------- | ------------------------------------- | --------------- | ------------------ | --- |
| Martin Conway          | panel de l'administration             |                 | Fine Gael          | |
| Mark Daly              | panel de l'administration             |                 | Fianna Fáil        | Perd l'étiquette du Fianna Fáil en décembre 2014. La reprend en février 2015.                        |
| Michael W. D'Arcy      | panel de l'administration             |                 | Fine Gael          | Élu au Dáil en 2016                                                                                  |
| John Kelly             | panel de l'administration             |                 | Parti travailliste | |
| Denis Landy            | panel de l'administration             |                 | Parti travailliste | |
| Tom Sheahan            | panel de l'administration             |                 | Fine Gael          | |
| Diarmuid Wilson        | panel de l'administration             |                 | Fianna Fáil        | |
| Paul Bradford          | panel de l'agriculture                |                 | Fine Gael          | Perd l'étiquette du Fine Gael en juillet 2013. Rejoint Renua Ireland en mars 2015.                   |
| Paddy Burke            | panel de l'agriculture                |                 | Fine Gael          | Cathaoirleach                                                                                        |
| Michael Comiskey       | panel de l'agriculture                |                 | Fine Gael          | |
| James Heffernan        | panel de l'agriculture                |                 | Parti travailliste | Perd l'étiquette du Labour Party en décembre 2012. Rejoint les Sociaux démocrates en septembre 2015. |
| Paschal Mooney         | panel de l'agriculture                |                 | Fianna Fáil        | |
| Trevor Ó Clochartaigh  | panel de l'agriculture                |                 | Sinn Féin          | |
| Brian Ó Domhnaill      | panel de l'agriculture                |                 | Fianna Fáil        | |
| Denis O'Donovan        | panel de l'agriculture                |                 | Fianna Fáil        | Leas-Chathaoirleach                                                                                  |
| Susan O'Keeffe         | panel de l'agriculture                |                 | Parti travailliste | |
| Pat O'Neill            | panel de l'agriculture                |                 | Fine Gael          | |
| Jim Walsh              | panel de l'agriculture                |                 | Fianna Fáil        | A démissionné du Fianna Fáil en mars 2015                                                            |
| Thomas Byrne           | panel de la culture et de l'éducation |                 | Fianna Fáil        | Élu au Dáil en 2016.                                                                                 |
| Deirdre Clune          | panel de la culture et de l'éducation |                 | Fine Gael          | A démissionné du Seanad en mai 2014 après son élection au Parlement européen                         |
| John Gilroy            | panel de la culture et de l'éducation |                 | Parti travailliste | |
| Michael Mullins        | panel de la culture et de l'éducation |                 | Fine Gael          | |
| Labhrás Ó Murchú       | panel de la culture et de l'éducation |                 | Fianna Fáil        | |
| Gerard Craughwell      | panel de la culture et de l'éducation |                 | Sans étiquette     | Élu lors d'une élection partielle le 10 octobre 2014, remplaçant Deirdre Clune,                      |
| Colm Burke             | panel de l'industrie et du commerce   |                 | Fine Gael          | |
| Paul Coghlan           | panel de l'industrie et du commerce   |                 | Fine Gael          | |
| Jimmy Harte            | panel de l'industrie et du commerce   |                 | Parti travailliste | A démissionné du Seanad en septembre 2015                                                            |
| Imelda Henry           | panel de l'industrie et du commerce   |                 | Fine Gael          | |
| Marc MacSharry         | panel de l'industrie et du commerce   |                 | Fianna Fáil        | Élu au Dáil en 2016.                                                                                 |
| Catherine Noone        | panel de l'industrie et du commerce   |                 | Fine Gael          | |
| Averil Power           | panel de l'industrie et du commerce   |                 | Fianna Fáil        | A démissionné du Fianna Fái en mai 2015.                                                             |
| Kathryn Reilly         | panel de l'industrie et du commerce   |                 | Sinn Féin          | |
| Mary White             | panel de l'industrie et du commerce   |                 | Fianna Fáil        | |
| Máiría Cahill          | panel de l'industrie et du commerce   |                 | Parti travailliste | Élu lors d'une élection partielle le 13 novembre 2015, remplaçant Jimmy Harte.                       |
| Terry Brennan          | panel du travail                      |                 | Fine Gael          | |
| David Cullinane        | panel du travail                      |                 | Sinn Féin          | Élu au Dáil en 2016.                                                                                 |
| Maurice Cummins        | panel du travail                      |                 | Fine Gael          | Leader of the Seanad                                                                                 |
| Fidelma Healy Eames    | panel du travail                      |                 | Fine Gael          | Lost the Fine Gael party whip in July 2013                                                           |
| Cáit Keane             | panel du travail                      |                 | Fine Gael          | |
| Terry Leyden           | panel du travail                      |                 | Fianna Fáil        | |
| Marie Moloney          | panel du travail                      |                 | Parti travailliste | |
| Tony Mulcahy           | panel du travail                      |                 | Fine Gael          | |
| Darragh O'Brien        | panel du travail                      |                 | Fianna Fáil        | Élu au Dáil en 2016.                                                                                 |
| Ned O'Sullivan         | panel du travail                      |                 | Fianna Fáil        | |
| John Whelan            | panel du travail                      |                 | Parti travailliste | |
| John Crown             | Université nationale d'Irlande        |                 | Sans étiquette     | |
| Rónán Mullen           | Université nationale d'Irlande        |                 | Sans étiquette     | |
| Feargal Quinn          | Université nationale d'Irlande        |                 | Sans étiquette     | |
| Ivana Bacik            | Trinity College                       |                 | Parti travailliste | Deputy Leader of the Seanad                                                                          |
| Sean Barrett           | Trinity College                       |                 | Sans étiquette     | |
| David Norris           | Trinity College                       |                 | Sans étiquette     | |
| Eamonn Coghlan         | Membres nommés par le Taoiseach       |                 | Sans étiquette     | Rejoint Fine Gael le 7 février 2012                                                                  |
| Jim D'Arcy             | Membres nommés par le Taoiseach       |                 | Fine Gael          | |
| Aideen Hayden          | Membres nommés par le Taoiseach       |                 | Parti travailliste | |
| Lorraine Higgins       | Membres nommés par le Taoiseach       |                 | Parti travailliste | |
| Fiach Mac Conghail     | Membres nommés par le Taoiseach       |                 | Sans étiquette     | |
| Martin McAleese        | Membres nommés par le Taoiseach       |                 | Sans étiquette     | A démissionné du Seanad le 5 février 2013.                                                           |
| Mary Moran             | Membres nommés par le Taoiseach       |                 | Parti travailliste | |
| Mary Ann O'Brien       | Membres nommés par le Taoiseach       |                 | Sans étiquette     | |
| Marie-Louise O'Donnell | Membres nommés par le Taoiseach       |                 | Sans étiquette     | |
| Jillian van Turnhout   | Membres nommés par le Taoiseach       |                 | Sans étiquette     | |
| Katherine Zappone      | Membres nommés par le Taoiseach       |                 | Sans étiquette     | Élu au Dáil en 2016.                                                                                 |
| Hildegarde Naughton    | Membres nommés par le Taoiseach       |                 | Fine Gael          | Nommé le 19 juillet 2013, remplaçant Martin McAleese. Élu au Dáil en 2016.                           |

## Changement
| Date              | Panel                                 |  | Gain               |  | Perte              | Note |
| ----------------- | ------------------------------------- |  | ------------------ |  | ------------------ | --- |
| 7 février 2012    | Nommé parle le Taoiseach              |  | Fine Gael          |  | Sans étiquette     | Eamonn Coghlan rejoint Fine Gael. |
| 21 décembre 2012  | Panel de l'agriculture                |  | Sans étiquette     |  | Parti travailliste | James Heffernan perd l'étiquette du Labour Party |
| 5 février 2013    | Nommé parle le Taoiseach              |  |                    |  | Sans étiquette     | Martin McAleese démissionne du Seanad. |
| 16 juillet 2013   | Panel du travail                      |  | Sans étiquette     |  | Fine Gael          | Fidelma Healy Eames perd l'étiquette du Fine Gael après avoir voté contre le Protection of Life During Pregnancy Bill 2013.                                                                      |
| 16 juillet 2013   | Panel de l'agriculture                |  | Sans étiquette     |  | Fine Gael          | Paul Bradford perd l'étiquette du Fine Gael après avoir voté contre le Protection of Life During Pregnancy Bill 2013.                                                                            |
| 19 juillet 2013   | Nommé parle le Taoiseach              |  | Fine Gael          |  |                    | Hildegarde Naughton appointed, replacing Martin McAleese. |
| 27 mai 2014       | Panel de la culture et de l'éducation |  |                    |  | Fine Gael          | Deirdre Clune resigns from the Seanad after being elected to the European Parliament. |
| 10 octobre 2014   | Panel de la culture et de l'éducation |  | Sans étiquette     |  |                    | Gerard Craughwell élu lors d'une élection partielle en remplacement de Deirdre Clune. |
| 21 décembre 2014  | Panel de l'administration             |  | Sans étiquette     |  | Fianna Fáil        | Mark Daly loses the Fianna Fáil party whip on Water Services Bill. |
| 3 février 2015    | Panel de l'administration             |  | Fianna Fáil        |  | Sans étiquette     | Mark Daly retrouve l'étiquette du Fianna Fáil |
| 13 mars 2015      | Panel de l'agriculture                |  | Renua              |  | Sans étiquette     | Paul Bradford joins Renua Ireland on its foundation. |
| 26 mars 2015      | Panel de l'agriculture                |  | Sans étiquette     |  | Fianna Fáil        | Jim Walsh resigns the Fianna Fáil party whip in opposition to the Children and Family Relationships Bill 2015 and the Thirty-fourth Amendment of the Constitution (Marriage Equality) Bill 2015. |
| 25 mai 2015       | Panel de l'industrie et du commerce   |  | Sans étiquette     |  | Fianna Fáil        | Averil Power resigns from the Fianna Fáil party. |
| 3 septembre 2015  | Panel de l'agriculture                |  | Sociaux-démocrates |  | Sans étiquette     | James Heffernan joins the Social Democrats. |
| 23 septembre 2015 | Panel de l'industrie et du commerce   |  |                    |  | Parti travailliste | Jimmy Harte resigns from the Seanad. |
| novembre 2015     | Panel de l'industrie et du commerce   |  | Parti travailliste |  |                    | Máiría Cahill elected in by-election. |
| 26 février 2016   | Panel de la culture et de l'éducation |  |                    |  | Fianna Fáil        | Thomas Byrne elected to the 32nd Dáil. |
| 26 février 2016   | Panel du travail                      |  |                    |  | Sinn Féin          | David Cullinane elected to the 32nd Dáil. |
| 26 février 2016   | Panel de l'administration             |  |                    |  | Fine Gael          | Michael D'Arcy elected to the 32nd Dáil. |
| 26 février 2016   | Panel de l'industrie et du commerce   |  |                    |  | Fianna Fáil        | Marc MacSharry elected to the 32nd Dáil. |
| 26 février 2016   | Nommé parle le Taoiseach              |  |                    |  | Fine Gael          | Hildegarde Naughton elected to the 32nd Dáil. |
| 26 février 2016   | Panel du travail                      |  |                    |  | Fianna Fáil        | Darragh O'Brien elected to the 32nd Dáil. |
| 26 février 2016   | Nommé par le Taoiseach                |  |                    |  | Sans étiquette     | Katherine Zappone elected to the 32nd Dáil. |